# Montes Jura

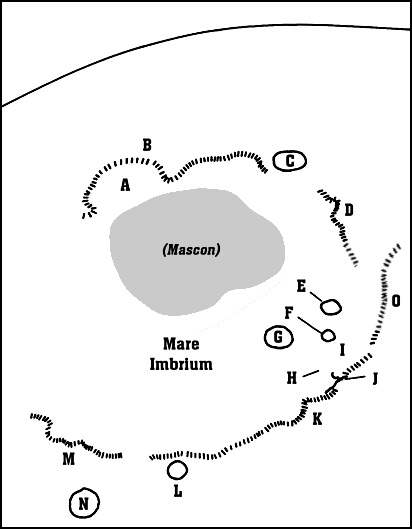
Mapa rejonu Mare Imbrium; Montes Jura oznaczone są literą B (na górze po lewej)

Montes Jura – łańcuch górski w północno-zachodniej części widocznej strony Księżyca. Jego współrzędne selenograficzne wynoszą ☾ 47,1°N 34,0°W/47,100000 -34,000000, a ich długość wynosi 422 km. Nazwa została nadana przez niemieckiego kartografa Ernsta Debesa (1840-1923) i pochodzi od gór Jura w zachodniej Szwajcarii.
To pasmo gór zatacza półokrągły łuk wokół Sinus Iridum, zatoki leżącej przy północno-zachodnim brzegu Mare Imbrium. Po zewnętrznej stronie tego pierścienia leży pokryta kraterami wyżyna, która kończy się przy Mare Frigoris. Południowo-zachodni kraniec gór tworzy Promontorium Heraclides, a północno-wschodni Promontorium Laplace. Gdy terminator przesuwa się blisko tych gór, Słońce oświetla ich szczyty, co wygląda z Ziemi jak rząd jasnych punktów. 
W odległej przeszłości pasmo to prawdopodobnie tworzyło zewnętrzną ścianę krateru o średnicy około 260 km. Następnie jego południowo-wschodnia część została zniszczona, a jego wnętrze zalała bazaltowa lawa. W wyniku tego część gór od strony morza przechodzi w prawie płaskie równiny, natomiast odwrotna strona zlewa się z nierównym i nieregularnym terenem.
Jedynym większym kraterem w tych górach jest Bianchini, który leży w północno-północno-zachodniej części łuku. Trochę dalej na zachód jest Sharp, a na północny wschód zniszczony krater Maupertuis.